# Ćiro Gamulin
Ćiro Gamulin (Jelsa, 26. srpnja/10. kolovoza 1903. — Split, 17. travnja 1942.), hrvatski biolog, popularizator znanosti, prosvjetni djelatnik i pripadnik pokreta otpora u Drugome svjetskom ratu

## Životopis
Nisu svi izvori složni o nadnevku rođenja. Prema jednima, rodio se je u Jelsi 26. srpnja, a po drugima 10. kolovoza 1903. godine. Studirao je u Zagrebu. Diplomirao je 1926. godine biologiju i matematiku na Filozofskom fakultetu. Volio je istraživati more. Objavio je oko 40 znanstvenih i stručno-popularnih članaka o moru i pojavama oko njega. Članke je objavio u Prirodi. Djelatan na populariziranju znanosti, držao predavanja, skupljao građu za znanstvena istraživanja. Surađivao je Hrvatskome prirodoslovnom društvu u splitskoj podružnici. Radio je u Krku, Sinju, Šibeniku i Splitu kao profesor biologije i matematike na tamošnjim gimnazijama. U Splitu je bio profesor Muške realne gimnazije i bio je omiljen među učenicima, i ondje ga je zatekla talijanska okupacija. Predavao je biologiju.
Na obljetnicu ulaska talijanske vojske u Split 15. travnja 1942. godine, za vrijeme školskog odmora nekim svojim učenicima, koje je zatekao dok su se smijali, rekao da doba talijanske okupacije našega grada, čija se obljetnica tada obilježavala, nije prigoda za smijeh i pjevanje nego je dan za plakanje, jer je to za Split najtužniji dan. Širio je parolu otpora "Danas nitko ne smije na ulicu". Netko ga je prokazao. Jedan od učenika profesorova je riječi prenio svojim roditeljima, a oni Questuri. Talijanski fašistički organi uhitili su ga u već iste noći, s 15. na 16. travnja 1942. u njegovu splitskom stanu. Splićani su tog dana naveliko bojkotirali talijansku obljetnicu, što je razbjesnilo fašiste. Pri pretresu Gamulinova stana vojnici su našli bilježnicu sastavljenu od neupotrijebljenih listova matematičkih zadaća, na kojoj je pisalo "Zapisnik društva Pivac". To "društvo" bili su otac, mati i sin Gamulin, koji su osnovali dok su zbog policijskog sata morali boraviti u kući, pa su društvenim igrama kratili vrijeme i u bilježnicu zapisivali rezultate. Talijani su pomislili da su to šifre koje dokazuju povezanost s komunistima i te su ga odveli u Questuru na ispitivanje.:str. 340.-341. Sljedećeg jutra, 16. travnja ispitivali su ga i mučili uz prekide cijelog sljedećeg dana i noći. Pretrpio je teške udarce i batine: iživljavali su se na njemu udarajući ga pendrecima, nogama i šakama. Vrhunac je bio je kada ga je jedan crnokošuljaš udario stolicom po leđima tako jako da mu je slomio kralježnicu. Umro je u ranu zoru 17. travnja od posljedica mučenja.
Talijanske vlasti željele su zataškati slučaj, jer je Gamulin bio omiljena osoba u Splitu. Ujutro nisu ništa rekli obitelji, nego su uredno od supruge primili hranu za njega, kao da je živ. Supruzi su tek popodne poslije prenijeli da je umro i priopćili su lažni uzrok smrti, "paraliza srca". Talijanski fašisti tražili su od liječnika da napišu da je umro od srčanog udara, no nisu to učinili, nego zapisali su istinu. U školi je talijanaški upravitelj Ženske realne gimnazije izvjesio objavu na kojoj je pisalo da je umro od "srčane paralize". Sadržavala je optužbu da je "vršio subverzivnu akciju među đacima koja je mnogima štetila". Profesorima i učenicima zabranio je ići na njegov sprovod. Sprovoda nije ni bilo. Nije bilo ni osmrtnica, da se ne bi dogodilo spontano okupljanje građana. Supruzi i djetetu nisu dopustili vidjeti njegovo tijelo. Fašisti nisu dopustili da se profesorovo mrtvo tijelo odvede na groblje i pokopa u obiteljskoj grobnici. Naknadno je pokopan u obiteljskoj grobnici, ali bez ikakve pratnje. Učenici su mu ipak našli načina za odati poštovanje profesoru. Učinili su to trima minutama šutnje, a na mjestu gdje je komentirao godišnjicu proslave ulaska talijanskih trupa u Split, šutjelo se i po 15 minuta.
U tim teškim danima za njegovu obitelj, osmogodišnji sin Stjepan i supruga Helena (zoologica i biologica i školska učiteljica) izbjegli su u Jelsu kod Gamulinova oca koji je bio ondje liječnik. Posmrtni ostatci preneseni su mu u rodnu Jelsu poslije oslobođenja.

## Počasti
Na spomen-ploči profesoru Gamulinu, Prosvjetni radnici grada Splita postavili su 24. lipnja 1951. spomen-ploču profesoru Gamulinu, na kojoj stoji nadnevak smrti "18. travnja". Spomen-ploča nalazi se u atriju gimnazije u Spinutu. Prosvjetni radnici po njemu su nazvali klub prosvjetnih radnika.
Splitska gimnazija u kojoj je radio i poginuo, III. gimnazija nosila je njegovo ime od 1960. do 1978. godine, a zatim i Graditeljsko-školski centar sve do 1986. godine. SUBNOR je na njegovoj rodnoj kući na jelšanskoj rivi svojedobno postavio spomen-ploču.
Sin Stjepan poslije je postao redovni akademik HAZU.

## Zanimljivosti
U televizijskoj seriji Velom mistu, glumio ga je Uglješa Kojadinović, koji je kroz fiktivni lik Profešura glumio nekoliko poznatih splitskih osoba: profesore Josipa Barača i Ćiru Gamulina.